# Contea di Humboldt (California)
La contea di Humboldt, in inglese Humboldt County, è una contea dello Stato della California, negli Stati Uniti. La popolazione al censimento del 2000 era di 126 518 abitanti. Il capoluogo di contea è Eureka.

## Geografia fisica
La contea si trova nel nord-ovest dello Stato, nella regione della California settentrionale, e si affaccia sull'Oceano Pacifico. L'U.S. Census Bureau certifica che l'estensione della contea è di 10495 km², di cui 9253 km² composti da terra e i rimanenti 1242 km² composti di acqua. Il territorio è montuoso e rurale, con molte foreste; la contea è infatti situtata lungo la Catena Costiera. Nella contea si trova Capo Mendocino, il punto più a ovest dello Stato. La baia più importante è la baia di Humboldt, la seconda più grande dello Stato. I fiumi principali sono il Klamath e l'Eel. Nella contea ci sono diverse foreste e parchi nazionali.
La contea rientra nell'Emerald Triangle, la regione con la più alta produzione di cannabis degli Stati Uniti, insieme alle contee di Mendocino e Trinity.

### Contee confinanti
- Contea di Del Norte - nord
- Contea di Siskiyou - nord-est
- Contea di Trinity - est
- Contea di Mendocino - sud

## Storia
La contea di Humboldt venne costituita nel 1853 da parte del territorio della contea di Trinity. Deve il suo nome all'esploratore e botanico Alexander von Humboldt.

## Infrastrutture e trasporti

### Principali strade ed autostrade
- U.S. Route 101
- California State Route 36
- California State Route 96
- California State Route 169
- California State Route 299

## Comuni

### Cities[8]
- Arcata
- Blue Lake
- Eureka (capoluogo)
- Ferndale
- Fortuna
- Rio Dell
- Trinidad

### Census-designated places[9]
| - Alderpoint - Bayview - Benbow - Big Lagoon - Cutten - Fairhaven - Fieldbrook - Fields Landing - Garberville - Hoopa - Humboldt Hill - Hydesville - Indianola - Kep'el - Loleta - Manila - McKinleyville | - Miranda - Myrtletown - Myers Flat - Orick - Phillipsville - Pine Hills - Redcrest - Redway - Scotia - Samoa - Shelter Cove - Wautec - Weitchpec - Westhaven-Moonstone - Weott - Willow Creek |